# Katalin Novák
Katalin Eva Novák (Szeged, 6 september 1977) is een Hongaars politica van de conservatieve partij Fidesz. Van 2022 tot 2024 was zij de eerste vrouwelijke president van Hongarije.

## Biografie
Novák werd geboren in Szeged en studeerde na haar schooltijd in 1996 Rechtsgeleerdheid aan de Corvinus-universiteit in Boedapest en vervolgens Economie aan de Universiteit van Szeged.

### Politieke carrière
Haar politieke loopbaan startte in 2001 bij het ministerie van Buitenlandse Zaken, waar ze zich specialiseerde in de Europese Unie en daaraan gerelateerde Europese zaken. In 2010 werd ze ministerieel adviseur en in 2012 werd ze benoemd tot voorzitter van het ministerie van Human Resources.
In 2014 werd Novák staatssecretaris voor Gezins- en Jeugdzaken in de Hongaarse regering van premier Viktor Orbán, een partijgenoot. In 2020 promoveerde ze tot minister van datzelfde departement. In deze functies ijverde ze onder meer voor beperking voor het recht op abortus.
Na de nationale verkiezingen van 2018 werd Novák tevens lid van het Hongaars parlement. Tussen 2017 en 2021 was ze tevens vicepresident van Fidesz.
Op 21 december 2021 kondigde premier Viktor Orbán aan dat Novák zijn kandidaat zou zijn bij de presidentsverkiezingen van 2022. Op 10 maart 2022 won ze met 137 van de 188 stemmen in de Nationale Assemblee. De kandidaat van de oppositie, Peter Rona, kreeg er 51. Novák werd zodoende de eerste vrouwelijke president van Hongarije en op 44-jarige leeftijd ook de jongste in de geschiedenis van het land. Ze trad aan op 10 mei 2022.
Op 10 februari 2024 kondigde president Novák voortijdig haar aftreden aan. Dit naar aanleiding van het verlenen van gratie aan een man die veroordeeld was voor medeplichtigheid aan kindermisbruik. Op 26 februari 2024 werd ze opgevolgd door waarnemend president László Kövér. Haar partij Fidesz schoof Tamás Sulyok naar voren als de nieuwe president.

### Privé
Novák is getrouwd met István Attila Veres, met wie ze drie kinderen heeft. Veres werkt bij de Nationale Bank Hongarije.
Novák hangt de Hongaarse Gereformeerde Kerk aan. Haar familie is aangesloten bij de Duitstalige gemeente in het stadsdeel Pest.
Novák is meertalig en spreekt naast Hongaars vloeiend Engels, Duits en Frans.
Mátyás Szűrös (interim) · Árpád Göncz · Ferenc Mádl · László Sólyom · Pál Schmitt · László Kövér (interim) · János Áder · Katalin Novák · László Kövér (interim) · Tamás Sulyok